# Anlöpning

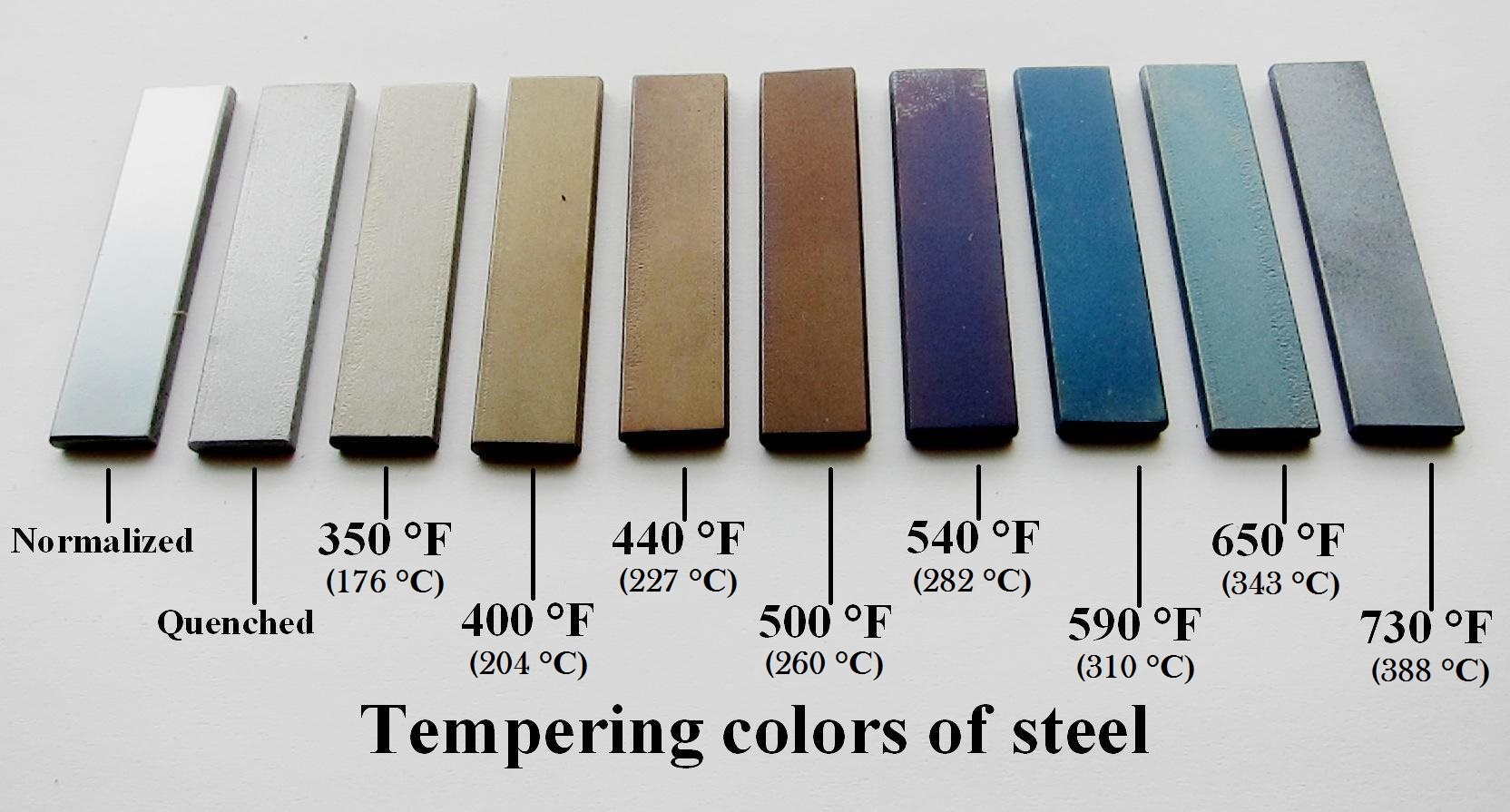
Jämförelse mellan anlöpta metallstycken. Den första biten till vänster är normaliserat stål, den andra släckhärdat, ej anlöpt. Följande stycken är anlöpna till respektive temperatur för en timme vardera. Metallstycken som dessa kan användas av smeder för att bestämma temperaturen på deras arbetstycke.

Anlöpning av härdat stål är en process som används för att öka materialets duktilitet och sänka dess hårdhet.  

## Process
Härdat stål består till stor del av sprickbenägen, hård och spröd martensit och för att göra stålet segare använder man sig av anlöpningen. För att uppnå detta återuppvärms stålet till en temperatur beroende på stålsort och produkt precis under den punkt där ferrit omvandlas till austenit (cirka 910 °C). För vissa höglegerade verktygsstål kan denna typ av uppvärmning orsaka så kallad sekundärhärdning.
Visst stål kan dock öka sin sprödhet vid anlöpning istället så kallad anlöpningssprödhet, särskilt vid upphettning till temperaturer under 910 °C, eller vid långsam avsvalning. Anlöpningssprödhet verkar främst uppkomma i kromhaltigt järn och förstärks om metallen innehåller mangan eller nickel, särskilt i stål med en fosforhalt över 0,01 %. För att minska anlöpningssprödheten kan en tillsats av 0,15 - 0,5 % molybden tillsättas stålet. Härdat stål anlöps genom upphettning till olika färg alltefter den hårdhet, som avses, och avkyls i vatten.